# Соуза де Оливейра, Пауло Энрике
Па́уло Энри́ке Со́уза де Оливе́йра, известный как Па́уло Энри́ке (порт. Paulo Henrique Souza de Oliveira, род. 5 января 1943, Макаэ, Рио-де-Жанейро) — бразильский футболист, игравший на позиции левого защитника. Выступал за клубы «Фламенго», «Ботафого» и «Аваи». Участник чемпионата мира 1966 года в составе национальной сборной Бразилии.

## Клубная карьера
Пауло Энрике начинал свою карьеру в молодёжной команде «Кисамана», также обучаясь на механика на заводе сахарного тростника, после чего был в конце 1958 года был замечен скаутами клуба «Фламенго». 23 октября 1960 года дебютировал в профессиональном футболе за взрослую команду клуба в матче против «Мадурейры». Пауло Энрике завоевал место в стартовом составе клуба в сентябре 1963 года, вытеснив из стартового состава легенду клуба Жордана, после чего вплоть до мая 1965 год он провёл за клуб 108 матчей подряд и стал регулярным игроком «основы». Защитник провёл провёл в составе «Фламенго» одиннадцать сезонов, став её капитаном после ухода из клуба Карлиньоса. Он сыграл за клуб в 437 матчах и забил 14 голов, выиграв 19 титулов, включая три трофея Лиги Кариока 1963, 1965 и 1972 годов и Турнир Рио — Сан-Паулу 1961 года.
В 1971 году после драки с главным тренером команды Хуаном Юстричем на 6 месяцев отправился в аренду в клуб «Ботафого», после чего вернулся во «Фламенго» и выиграл с командой трофей Лиги Кариоки. Покинув клуб, Пауло Энрике в течение 1972—1973 году продолжил игровую карьеру в клубе «Аваи», выиграв во втором сезоне Лигу Катариненсе. Завершил карьеру в 1974 году в клубе «Бонсусессо», после чего стал главным тренером клуба «Кампос». В дальнейшем долгие годы работал в клубах низших бразильского дивизиона, а также на Ближнем Востоке.

## Карьера в сборной
15 мая 1966 года дебютировал в официальных играх в составе национальной сборной Бразилии в матче против сборной Чили (1:1). Уже в следующем месяце в составе сборной стал участником чемпионата мира 1966 года в Англии, где сыграл в двух матчах против Болгарии (2:0) и Венгрии (1:3), а его команда сенсационно не вышла из группы.
19 сентября 1967 года сыграл последний матч за сборную в Сантьяго против сборной Чили. В течение карьеры в национальной команде, которая длилась 2 года, провёл в её форме 10 матчей и ещё три неофициальных игры.

## Достижения
«Фламенго»
- Лига Кариока (3): 1963, 1965, 1972
- Турнир Рио — Сан-Паулу: 1961
- Кубок Гуанабара: 1970

«Аваи»
- Лига Катариненсе: 1973

## Личная жизнь
Его сын, Пауло Энрике Фильо (1964—2017), также был футболистом.